# فینال جام یوفا ۲۰۰۲
فینال جام یوفا ۲۰۰۲، رقابت پایانی جام یوفا در سال ۲۰۰۲ میلادی است که مابین دو تیم باشگاه فوتبال فاینورد و باشگاه فوتبال بروسیا دورتموند برگزار شده‌است.
این مسابقه که در تاریخ ۸ مه ۲۰۰۲ انجام شده‌است با نتیجه ۳ بر ۲ به سود تیم باشگاه فوتبال فاینورد به پایان رسید.